# Martino Soracreppa
Martino Soracreppa (Bolzano, 9 maggio 1968) è un ex hockeista su ghiaccio italiano.

## Biografia
Il figlio Sebastiano Soracreppa è a sua volta un hockeista su ghiaccio, di ruolo difensore.

## Carriera

### Club
Era un attaccante, un'ala destra, che ha sempre indossato la maglia numero 22 dello SHC Fassa. Dopo le giovanili, fece il suo esordio in serie B nella stagione 1984-85, quando la squadra (che si chiamava ancora Hockey Club Canazei) fu promossa. Il miglior risultato raggiunto da Soracreppa a livello di club (e miglior risultato della società) è la finale scudetto della stagione 1988-89 persa contro i Mastini Varese.
L'unica esperienza lontano dalla Val di Fassa fu nel 1997-1998, quando giocò buona parte della stagione in Lega Nazionale B svizzera, con la maglia dell'HC Martigny. Ha annunciato il proprio ritiro il 10 aprile 2007, al termine del campionato, dopo 22 stagioni.

### Nazionale
L'anno successivo giocò i mondiali juniores di gruppo B, facendo poi l'esordio in nazionale maggiore il 14 marzo 1989. In maglia azzurra disputò poi i mondiali di gruppo B del 1990 e 1991 e le Olimpiadi di Albertville 1992.